# Кангаласский 1-й наслег
Кангаласский 1-й наслег — сельское поселение в Среднеколымском улусе Якутии Российской Федерации.
Административный центр — село Алеко-Кюёль.

## История
Статус и границы сельского поселения установлены Законом Республики Саха (Якутия) от 30 ноября 2004 года N 173-З N 353-III «Об установлении границ и о наделении статусом городского и сельского поселений муниципальных образований Республики Саха (Якутия)».

## Население
| 2002 | 2007 | 2010 | 2011 | 2012 | 2013 | 2014 |
| ---- | ---- | ---- | ---- | ---- | ---- | ---- |
| 654  | ↘560 | ↘557 | ↗558 | ↗559 | ↘530 | ↘514 |
| 2015 | 2016 | 2017 | 2018 | 2019 | 2020 | 2021 |
| ↘505 | ↗520 | ↗524 | ↘522 | ↘509 | ↘502 | ↘494 |

## Состав сельского поселения
| № | Населённый пункт | Тип населённого пункта       | Население |
| - | ---------------- | ---------------------------- | --------- |
| 1 | Алеко-Кюёль      | село, административный центр | ↘512      |
| 2 | Соянги           | село                         | →0        |